# Tomoyuki Tanaka
Tomoyuki Tanaka (田中 友幸 Tanaka Tomoyuki?, n. 26 aprilie 1910, Kashiwara, Prefectura Osaka, Japonia – d. 2 aprilie 1997, Tokyo⁠(d), Tōkyō, Japonia) a fost un producător de film japonez, cunoscut în calitate de creator al francizei Godzilla.

## Biografie
S-a născut la Kashiwara, Osaka, Japonia în 26 aprilie 1910. La scurtă vreme după absolvirea Universității Kansai în 1940, Tanaka a fost angajat de compania de producție de film Taisho care a fuzionat cu compania Toho în 1941. După patru ani, el a început să producă propriile sale filme, iar primul film pe care l-a produs, Three Women of the North, a fost lansat în 1945. În cei peste 55 de ani de carieră în cadrul companiei Toho, Tanaka a produs peste 200 de filme. S-a căsătorit cu actrița Chieko Nakakita (1926–2005), care era cu 16 ani mai tânără decât el, și i-a oferit roluri secundare în multe filme pe care le-a produs.
Tanaka este cunoscut în prezent în calitate de creator, împreună cu romancierul Shigeru Kayama, regizorul Ishirō Honda, scenaristul Takeo Murata și specialistul în efecte speciale Eiji Tsuburaya, al personajului Godzilla, întruchiparea anxietății imense din perioada următoare celui de-al Doilea Război Mondial. Tanaka a creat personajul Godzilla în 1954 cu scopul de a prezenta teroarea resimțită de japonezi după bombardamentele atomice de la Hiroshima și Nagasaki. Într-un interviu din 1985, Tanaka a rezumat astfel simbolismul personajului Godzilla:
În acele zile, japonezii aveau o adevărată groază de radiații, iar această groază este cea care l-a făcut pe Godzilla să fie atât de uriaș. Încă de la început el a simbolizat răzbunarea naturii asupra omenirii.
Filmul clasic Godzilla (1954; lansat în SUA în 1956 sub titlul Godzilla, King of the Monsters!) a generat o serie de continuări, făcând ca seria să ajungă la 28 de filme până în 2004. Tanaka a produs fiecare film cu monștri al companiei Toho până la moartea sa, care a survenit în 1997. El a lucrat adesea cu ceilalți trei membri ai echipei Godzilla: Honda, Tsuburaya și compozitorul Akira Ifukube, pentru a realiza și alte filme cu monștri precum The Mysterians (1957) și Matango (1963). Tanaka a produs, de asemenea, șase filme regizate de celebrul cineast Akira Kurosawa. Filmul lor Kagemusha (1980) a fost nominalizat la Premiul Oscar pentru cel mai bun film străin și a câștigat trofeul Palme d’Or la Festivalul Internațional de Film de la Cannes.
Tomoyuli Tanaka a murit la Tokyo în urma unui accident vascular cerebral în 2 aprilie 1997, la vârsta de 86 de ani. Remake-ul american al filmului Godzilla, lansat în 1998, a fost dedicat memoriei sale.

## Filmografie
- 1947: La Montagne d'argent (銀嶺の果て, Ginrei no hate), regizat de Senkichi Taniguchi[11]
- 1950: Évasion à l'aube (暁の脱走 Akatsuki no dasso?), regizat de Senkichi Taniguchi[12]
- 1952: Les Vauriens de l'époque Sengoku (戦国無頼 Sengoku burai?), regizat de Hiroshi Inagaki[13]
- 1954: Godzilla (Gojira)
- 1955: Asunaro monogatari (あすなろ物語?), regizat de Hiromichi Horikawa[14]
- 1955: Le Retour de Godzilla (Gojira no gyakushû)
- 1955: Beast Man Snow Man (Jū jin yuki otoko)
- 1956: Rodan (Sora no daikaijû Radon)
- 1956: Narazu-mono (ならず者?), regizat de Nobuo Aoyagi[15]
- 1957: Prisonnière des Martiens (Chikyu Boeigun)
- 1957: Arashi no naka no otoko (嵐の中の男?), regizat de Senkichi Taniguchi[16]
- 1957: Azilul de noapte (どん底 Donzoko?), regizat de Akira Kurosawa - producător executiv[17]
- 1958: Beauty and the Liquidman(UK) aka H-Man(US) (Bijo to Ekitainingen)
- 1958: Baran, le monstre géant (Daikaijū Baran)
- 1958: L'Art du combat de Yagyu II (柳生武芸帳 双龍秘剣 Yagyū bugeichō : Sōryū hiken?), regizat de Hiroshi Inagaki[18]
- 1958: Omul cu ricșa (無法松の一生 Muhōmatsu no isshō?), regizat de Hiroshi Inagaki[19]
- 1959: Battle in Outer Space (Uchu daisenso)
- 1959: Le Sifflement de Kotan (コタンの口笛, Kotan no kuchibue), regizat de Mikio Naruse
- 1959: Ankokugai no kaoyaku (暗黒街の顔役Ankokugai no kaoyaku?), regizat de Kihachi Okamoto[20]
- 1959: Samurai Saga (或る剣豪の生涯 Aru kengō no shōgai?), regizat de Hiroshi Inagaki[21]
- 1959: La Naissance du Japon (日本誕生 Nippon tanjō?), regizat de Hiroshi Inagaki[22]
- 1960: Denso Ningen
- 1960: The First Gas Human (Gasu ningen dai ichigo)
- 1960: Hawai Middouei daikaikusen: Taiheiyo no arashi (ハワイ・ミッドウェイ大海空戦 太平洋の嵐?), regizat de Shūe Matsubayashi[23]
- 1960: Les salauds dorment en paix (悪い奴ほどよく眠る Warui yatsu hodo yoku nemuru?), regizat de Akira Kurosawa[24]
- 1961: Mothra (Mosura)
- 1961: The Scarlet Man (Shinko no otoko)
- 1961: Le Garde du corps (用心棒 Yojimbo?), regizat de Akira Kurosawa[25]
- 1962: Astronaut 1980 (Yosei Gorasu)
- 1962: King Kong contre Godzilla (Kingu Kongu tai Gojira)
- 1962: Sanjuro (椿三十郎 Tsubaki Sanjūrō?), regizat de Akira Kurosawa[26]
- 1962: Les 47 ronin (忠臣蔵 花の巻 雪の巻 Chūshingura : Hana no maki Yuki no maki?), regizat de Hiroshi Inagaki[27]
- 1963: Matango
- 1963: Atragon (Kaitei Gunkan)
- 1963: Entre le ciel et l'enfer (天国と地獄 Tengoku to jigoku?), regizat de Akira Kurosawa[28]
- 1963: Samurai Pirate (大盗賊 Daitōzoku?), regizat de Senkichi Taniguchi[29]
- 1964: Mothra contre Godzilla (Mosura tai Gojira)
- 1964: Dogora, the Space Monster (Uchu daikaijū Dogora)
- 1964: Ghidrah, le monstre à trois têtes (San daikaijū: Chikyu saidai no kessen)
- 1965: Barbă Roșie (赤ひげ Akahige?), regizat de Akira Kurosawa[30]
- 1965: Sugata Sanshiro (姿三四郎 Sugata Sanshirō?), regizat de Seiichirō Uchikawa[30]
- 1965: Frankenstein vs. Baragon (Furankenshutain tai chitei kaijû Baragon)
- 1965: Invasion Planète X (Kaijū daisenso)
- 1965 : Sang et Sable (血と砂 Chi to suna?), regizat de Kihachi Okamoto[31]
- 1966: La Guerre des monstres (Furankenshutain no kaijū: Sanda tai Gaira)
- 1966: Godzilla, Ebirah et Mothra : Duel dans les mers du sud (Gojira, Ebirâ, Mosura : Nankai no daiketto)
- 1967: King Kong evadează (キングコングの逆襲 Kingu Kongu no Gyakushū?), regizat de Ishirō Honda[32]
- 1967: Le Fils de Godzilla (Kaijûtô no kessen : Gojira no musuko)
- 1967: Japan's Longest Day, regizat de Kihachi Okamoto[33]
- 1967: Ultimul samurai (上意討ち 拝領妻始末 Jōi-uchi: Hairyō tsuma shimatsu?), regizat de Masaki Kobayashi[34]
- 1968: Les envahisseurs attaquent (Kaijû sôshingeki)
- 1969: Latitude Zero (Ido zero daisakusen)
- 1969: Godzilla's Revenge (Gojira-Minira-Gabara : Oru kaijû daishingeki)
- 1969: Battle of the Japan Sea, regizat de Seiji Maruyama[35]
- 1970: Les Envahisseurs de l'espace (Gezora, Ganime, Kameba: Kessen! Nankai no daikaijû)
- 1971: Godzilla vs Hedora (Gojira tai Hedorâ)
- 1972: Godzilla vs Gigan (Chikyû kogeki meirei : Gojira tai Gaigan)
- 1973: Godzilla vs Megalon (Gojira tai Megaro)
- 1973: Sinking of Japan (Nihon Chinbotsu)
- 1974: Godzilla contre Mecanik Monster (Gojira tai Mekagojira)
- 1974: Esupai
- 1975: Mechagodzilla contre-attaque (Mekagojira no gyakushu)
- 1977: La Guerre de l'espace (Wakusei daisenso)
- 1980: Kagemusha (影武者 Kagemusha?), regizat de Akira Kurosawa[36]
- 1984: Le Retour de Godzilla (Gojira)
- 1987: L'Actrice (映画女優 Eiga joyū?), regizat de Kon Ichikawa
- 1989: Gunhed
- 1989: Godzilla vs Biollante (Gojira tai Biorante)
- 1991: Godzilla vs King Ghidorah (Gojira tai Kingu Gidorâ)
- 1992: Godzilla vs Mothra (Gojira tai Mosura)
- 1993: Godzilla vs Mechagodzilla 2 (Gojira VS Mekagojira)
- 1994: Godzilla vs Space Godzilla (Gojira VS Supesugojira)
- 1995: Godzilla vs Destroyah (Gojira VS Desutoroia)
- 1996: Rebirth of Mothra
- 1997: Rebirth of Mothra 2

## Legături externe
- Tomoyuki Tanaka la Internet Movie Database